# Públio Metílio Nepos
Públio Metílio Nepos ou Públio Metílio Sabino Nepos (em latim: Publius Metilius (Sabinus) Nepos; c. 45 – 127 (82 anos)) foi um senador romano nomeado cônsul sufecto para o nundínio de setembro a dezembro de 91 com Quinto Valério Vegeto.

## Carreira
Depois de seu consulado, foi nomeado governador da Britânia pelo imperador Domiciano e lá permaneceu até 98. Durante seu mandato, acredita-se que ele tenha fundado as colônias de Colônia Domiciana Lindensia (Lincoln) e Colônia Nérvia Glevensia (Gloucester).
Outros detalhes sobre sua vida são obscuros. Uma inscrição dos irmãos arvais relatam um P. Metilius Sabinus Nepos como um dos membros presentes nos encontros de 105, 110 e 111 e morto em 118, quando um sucessor foi cooptado em seu lugar. Por outro lado, um papiro do Egito relata o consulado conjunto de Públio Metílio Nepos II e Marco Ânio Libão em 128. Aparentemente Nepos faleceu em 127 e outra pessoa foi nomeada em seu lugar. Além disto, um Metílio foi cônsul sufecto em 103, que pode ser Públio Metílio Nepos ou Públio Metílio Sabino Nepos. É possível que tenha havido dois senadores consulares com nomes parecidos, um que morreu antes de fevereiro de 118 e outro no final de 127.
Plínio, o Jovem, endereçou diversas de suas cartas a um Nepos e pelo menos mais uma a um Sabino. Não é possível determinar quem seriam estas pessoas e nem assegurar que ele estivesse escrevendo aos Metílios.

## Família
Com relação a filhos e descendentes, o assunto é tema de discussões. Por um lado, há um Públio Metílio Segundo, cônsul sufecto no reinado de Adriano, que pode ser filho de qualquer um dos dois Metílios Nepos, e, por outro, Birley nota que há dois senadores polionímicos da geração seguinte cujos nomes são parte de sua nomenclatura: Marco Sedato Severiano, cônsul em 153, e Marco Metílio Régulo, cônsul em 157.
Outras autoridades consideram que Públio Metílio Nepos, cônsul em 103, era seu filho.